# Петрол срещу храни
„Петрол срещу храни“ е хуманитарна програма, създадена от ООН през 1995 г. (съгласно Резолюция 986 на Съвета за сигурност на ООН), за да позволи на Ирак да изнася петрол на световния пазар в замяна на храни, медикаменти и други хуманитарни нужди за обикновените иракски граждани, без това да позволи на Ирак да засилва военните си способности. Програмата е въведена от администрацията на президента на Съединените щати Бил Клинтън през 1995 г. в отговор на аргументите, че обикновените иракски граждани са прекомерно засегнати от международните икономически санкции, насочени към демилитаризацията на Ирак на Саддам Хюсеин, наложени след първата Война в Персийския залив (1990 – 1991). Санкциите са прекратени на 21 ноември 2003 г. след инвазията на САЩ в Ирак и хуманитарните функции са прехвърлени на временната коалиционна власт.

## Войната в Залива
Войната в Персийския залив е конфликт между Ирак и обединени (коалиционни) сили на 34 държави (Австралия, Аржентина, Афганистан, Бахрейн, Бангладеш, Великобритания, Германия, Гърция, Египет, Испания, Италия, Канада, Катар, Кралство Саудитска Арабия, Кувейт, Мароко, Норвегия, Нигер, Обединени Арабски Емирства, Оман, Пакистан, Португалия, Полша, Сенегал, Сирия, Турция, Унгария, Франция, Холандия, Хондурас, Чехия, Южна Корея), водени от САЩ.
Войната започва с иракската инвазия в Кувейт през август 1990 г. Това е първата война, в чиято подготовка за първи път в света са синхронизирани четирите военни елемента – сухопътни войски, флот, военновъздушни сили и сателитна координация. Резултатът от войната е убедителна победа за коалиционните сили, които изтласкват иракските сили от Кувейт с цената на минимални жертви. Главните битки по земя и въздух се водят на територията на Ирак, Кувейт и Кралство Саудитска Арабия. Войната не обхваща други страни, въпреки че иракски ракети засягат израелски градове.
В резултат на неспазените условия, определени с резолюция от Съвета за сигурност на ООН за изтегляне на иракските войски от кувейтската територия, на 17 януари 1991 започва операция „Пустинна буря“. В нея вземат участие 230 000 американски военнослужещи. Армията на международните сили е разделена на две – едната част е разположена на западната граница на Кувейт, а втората – на южната. Основната атака е бързо движение на частите от Франция, САЩ и Великобритания от запад, което има за цел да прекрати връзките между иракските войски в Кувейт и техните бази в Ирак. През това време Саддам Хюсеин разполага голям брой войници и техника в Кувейт. Тези действия предизвикват изпращането на още 200 000 американски войници в Саудитска Арабия. По нареждане на президента Буш е извършена една от най-масираните бомбардировки в историята, като целите са военни обекти в Ирак и Кувейт. Започва същинската война – коалиционните сили успяват да изтласкат иракската войска извън столицата само за 4 дни. Армията на Саддам Хюсеин е победена и принудена да се изтегли, тогава запалва над 700 петролни кладенци в северните части на Кувейт и така предизвиква една от най-страшните природни катастрофи на ХХ век. На 100-тния час след началото на войната президентът Буш обявява примирие и на 6 април 1991 г. е сключен мир.
В операция „Пустинна буря“ както е официалното име на акцията, участват малко над 532 000 американски войници. По време на бойните действия загиват 292 от тях, а 467 са ранени. Повече от 600 кувейтски кладенци петрол са подпалени от иракските сили, причинявайки значителни екологични и икономически щети в Кувейт. Петролните пожари са причинени от победената и принудена да се изтегли иракска армия. В изгнание е кувейтското кралското семейство и други бивши държавни служители. Започва международна кампания за убеждаване на други страни да окажат натиск върху Ирак, за да освободи Кувейт. Съветът за сигурност на ООН приема 12 резолюции, изискващи незабавно изтегляне на иракските сили от Кувейт, но без резултат. По време на седеммесечната иракска окупация, силите на Саддам Хюсеин разграбват огромното богатство на Кувейт, има и съобщения за нарушения на човешките права. Според някои независими организации около 600 кувейтски граждани са отвлечени в Ирак. Проучване от 2005 г. разкрива, че иракската окупация има дългосрочно неблагоприятно въздействие върху здравето на кувейтското население.

## Последици от икономическите санкции
Иракският петрол на стойност над 53 милиарда долара е продаден на световния пазар. Около 46 милиарда щатски долара от тях са предназначени за осигуряване на хуманитарните нужди на иракския народ, като храна и лекарства, предвид контекста на международните икономически санкции. Значителна част е изразходвана за репарации от войната в Залива, изплатени чрез компенсационен фонд (25% от декември 2000 г.). Административните и оперативните разходи на ООН за програмата са 1,2 милиарда щатски долара, като от тези средства е платена и цената на програмата за инспекция на оръжията.
Вътрешните одити не са оповестени публично.
Според проучване на ООН, направено през 1998 г., в периода между 1996 и 1998 г. са загинали над 90 хиляди иракчани, като смъртта им е косвена последица от санкциите в началото на 90-те години на 20 век. Мизерните условия в Ирак принуждават хиляди иракчани да тръгнат към Европа. Зоната между Каспийско море, Балканския полуостров и Персийския залив става известна като „Триъгълникът на ужасите“. Незаконният трафик на хора обикновено е през Турски Кюрдистан към Егейско море и оттам с кораби към Гърция или Италия. През първите месеци на 1997 г. общо 854 иракски бежанци се давят при корабокрушение. Тарифите за трафик варират от 3 до 5 хиляди долара на човек.

## Изпълнение на програмата
Разработена от администрацията на американския президент Бил Клинтън, програмата „Петрол за храна“ цели да преодолее негативните хуманитарни последици от икономическото ембарго, наложено над Ирак след Първата война в Залива, което има за цел демилитаризация на режима на Саддам Хюсеин.
Програмата „Петрол срещу храни“ работи по схема, съгласно която сумите от продажбите на иракски петрол не се изплащат на иракското правителство, а се депозират в сметки, с които до 2001 г. оперира нюйоркската банка „BNP Paribas“. 13% от натрупаните суми се изразходват за изплащането на иракските репарации към Кувейт, 4% – за издръжката на мисиите на ООН в Ирак, 13% – за Кюрдската автономия, а 66% от сумите се отпускат за закупуване на храни и медикаменти. Останалата, по-голяма част от постъпленията се отпуска на иракското правителство за покупка на определени стоки, които не са включени в списъците със забранени за внос в Ирак стоки.
На иракското правителство е разрешено да купува само артикули, които не са били под ембарго по икономическите санкции. Някои артикули, като сурови храни, са ускорени за незабавно изпращане, но заявките за повечето артикули, включително такива прости неща като моливи и фолиева киселина, били прегледани в процес, който обикновено отнема шест месеца, преди изпращането да бъде разрешено. Елементи, за които се смята, че имат някакво потенциално приложение в разработването на системи за химически, биологични или ядрени оръжия, не са били на разположение на режима, независимо от заявената цел.
След дълги проговори с Генералния секретариат на ООН, през май 1996 г. Ирак подписва Меморандум за разбирателство. Първата иракска пратка на петрол по програмата е през декември 1996 г., а през май 1997 г. в страната пристигат първите доставки на храни. 60% от 29-милионното население на Ирак става изцяло зависимо от програмата и нейната помощ.
За целия период на действие на програмата „Петрол срещу храни“ е продаден иракски нефт на стойност от над 65 милиарда щатски долара. От тях 45 милиарда долара са изразходвани за хуманитарни помощи, продоволствия и медикаменти за обикновеното население. 25% от общата сума са изразходвани за репарации, а 2,2% – за административни и оперативни разходи на ООН в Ирак, в това число и за оръжейни инспекции. Данни за възвърнатите средства обаче не се публикуват.
След прекратяването на програмата наяве излизат множество корупционни схеми, чрез които средства от програмата са били нелегално отклонявани в полза на иракското правителство и приближени до него чуждестранни компании, партии и други юридически лица, за заобикаляне на международното ембарго над страната и доставки на потенциално опасни стоки за режима на Саддам Хюсеин.

## Злоупотреби
Програмата е прекратена поради широкото разпространена за корупция и злоупотреби. През цялото си съществуване програмата е преследвана от обвинения, че част от печалбите ѝ са били незаконно пренасочени към правителството на Ирак и към служители на ООН. Тези обвинения са отправени в много страни, включително САЩ и Норвегия.
До 2001 г. парите за програмата „Петрол срещу храна“ са минавали през BNP Paribas, чийто основен частен акционер е роденият в Ирак Надми Аучи, човек, чиято стойност се оценява на около 1 милиард долара според оценките на Forbes, 13-ият най-богат човек във Великобритания според The Guardian. Аучи получива 15-месечна условна присъда за участието си в Elf скандал, който британският вестник нарича „най-голямото разследване на измами в Европа след Втората световна война“, казвайки, че „Elf се превърнала в частна банка за своите ръководители, които похарчили 200 милиона британски лири за политически услуги, любовници, бижута, изобразително изкуство, вили и апартаменти".Elf, петролна компания, се слива с TotalFina, за да стане Total S.A. през 2003 г.
Американският Сенат започва разследване. Според междинен доклада, публикуван на 3 февруари 2005 г. от комисията на бившия председател на Федералния резерв Пол Волкър, голяма част от хранителните помощи, предоставени по програмата „са негодни за консумация от човека“. В доклада се заключава, че Бенон Севан е приел близо 150 000 долара подкупи по време на програмата и през 2005 г. е отстранен от длъжността си в ООН в резултат на разследването на измама. А оповестен през май 2005 г. доклад става ясно, че американските военни и Държавният департамент са били наясно с незаконните петролни сделки, но не са направили нищо, за да ги спрат, и дори в някои случаи са помагали за осъществяването им. Уличените в корупционни скандали, свързани с програмата, стигат до Бенон Севан – директор на програмата в Ирак, и до сина на генералния секретар Кофи Анан (тогавашния генерален секретар на ООН), за който САЩ оказва натиск да подаде оставка.
списък на Ал Мада
Едно от най-ранните твърдения за неправомерни действия в програмата се появи на 25 януари 2004 г., когато иракският вестник al Mada публикува списък с лица и организации, за които се твърди, че са получили договори за продажба на петрол чрез програмата на ООН „Петрол срещу храна“. Списъкът идва от над 15 000 документа, за които се съобщава, че са открити в държавната иракска петролна корпорация. Иракската национална петролна компания, която е имала тесни връзки с иракското петролно министерство.
Посочени в списъка на бенефициентите били Джордж Галоуей, тогава британски член на парламента, и неговата благотворителна организация Mariam Appeal ( Джордж Галоуей печели две дела за клевета срещу Christian Science Monitor и Daily Telegraph, които съобщават за обвиненията); бившият френски вътрешен министър Шарл Паскуа; Шакир ал Хафаджи- иракско-американски бизнесмен; Министърът на външните работи на Индия Натвар Сингх и Бхим Сингх. Много видни руски фирми и физически лица също били включени в списъка на Ал Мада. Предполага се, че дори Руската православна църква е участвала в незаконна търговия с петрол. Бившият помощник на държавния секретар на Ватикана, преподобният Жан-Мари Бенджамин, се казва, че е получил правата за продажба на 4,5 милиона барела ( 720 000 m3).
Президентът на Oilexco Ltd, Артър Милхоланд, чието име също фигурира в списъка на Al Mada, отреича да е извършил неправомерни действия, но потвърди, че незаконните допълнителни такси са били плащани на иракското правителство от контрагенти.
Списъкът на Ал Мада обаче не обсъжда подкупи плащани на Ирак – той обсъжда подкупи, плащани на лица, подкрепящи Ирак.
Действие на схемата
Твърди се, че схемата е работила по този начин: на лица и организации, симпатизиращи на иракския режим, или тези, които просто са лесно подкупени, са били предлагани петролни договори чрез програмата „Петрол срещу храна“. След това тези договори за иракски петрол можели да бъдат продадени на открития световен пазар и на продавача било разрешено да запази таксата за трансакция, която се оказва между 0,15 и 0,50 долара/барел (0,94 и 3,14 $/м³) продаден петрол. След това продавачът трябвало да възстанови на иракското правителство определен процент от комисионната.
Договори за продажба на хуманитарни стоки в Ирак чрез програмата „Петрол срещу храна“ били дадени на компании и физически лица въз основа на желанието им да върнат определен процент от печалбите по договора на иракския режим. Компаниите, които продавали стоки чрез програмата „Петрол срещу храни“, били завишени с до 10%, като част от надценената сума била пренасочвана към частни банкови сметки на Саддам Хюсеин и други служители на режима, а другата част била задържана от доставчика.
Намесата на ООН в скандала започнал през февруари 2004 г., след като името на Бенон Севан, изпълнителен директор на програмата „Петрол срещу храна“, се появява в документите на иракското петролно министерство. Севан получил ваучери за най-малко 11 000 000 барела (1 700 000 m³) петрол на стойност около 3,5 милиона долара печалба. Но той отрича обвиненията.
BNP Paribas
Единствената банка, обработваща преводите на средства за програмата „Петрол срещу храна“, бил клонът в Ню Йорк на Banque Nationale de Paris-Paribas или BNP Paribas. Тази френска банка била единствената банка, администрираща програмата на ООН на стойност 64 милиарда долара. Разследване на Комисията по международни отношения на Камарата на представителите на САЩ установява, че BNP Paribas извършва плащания за стоки без доказателство за доставка и позволява плащания на трети страни, които не са идентифицирани като упълномощени получатели. Разследващите изчисляват, че банката е получила над 700 милиона долара такси по програмата на ООН, която започва през 1996 г. и приключва след свалянето на Саддам през март 2003 г.
Доклад на Duelfer
Групата за разследване на Ирак, която трябвало да намери доказателства за оръжия за масово унищожение в Ирак, установява, че OFF спасява иракската икономика от упадък след налагането на санкции. Освен това иракският режим установява, че може да корумпира OFF, за да получи твърда валута, която може да се използва за манипулиране на Комитета по санкциите в Ирак и подкопаване на санкциите, както и за получаване на повече оръжия.
Окончателната официална версия на доклада на Групата за разследване на Ирак, известен като Докладът Duelfer, цитира само Франция, Русия и Китай (страни, които също са силно антивоенни) като нарушители, които са платили обратни отстъпки. Първите три получателя на петрол включват – Русия (30%), Франция (15%) и Китай (10%), като всички са членове на Съвета за сигурност на ООН. САЩ получават 2 – 3% от петрола. Сред получателите от САЩ са ExxonMobil, ChevronTexaco Corp. и El Paso Corp.. Списъкът на американските компании първоначално бил цензуриран от адвокати на ЦРУ, позовавайки се на проблеми с поверителността, но по-късно бил разпространен.
| Националност на Получателите | Получен петрол % |
| ---------------------------- | ---------------- |
| Русия                        | 30               |
| Франция                      | 15               |
| Китай                        | 10               |
| Швейцария                    | 6                |
| Малайзия                     | 5                |
| Сирия                        | 6                |
| Йордания                     | 4                |
| Египет                       | 4                |
| Други (вкл.САЩ)              | 20               |

Програмата дава на Саддам Хюсейн възможност да източва милиарди долари. Постепенно програмата „Петрол срещу храни“ се превръща в една от най-големите корупционни системи в световната история. Източените пари отиват за финансиране на оръжейните програми на Саддам Хюсейн, за укрепване на режима и за задоволяване на луксозните му прищевки. При поредица от кризи между иракското правителство и американски инспектори, държавният секретар на САЩ Мадлин Олбрайт не пропуска да отбележи, че Саддам Хюсейн е изградил множество разкошни резиденции, докато непрекъснато се оплаква от наложените на режима икономически санкции. Джордж Гелоуей от Лейбъристката партия в британския парламент смята, че програмата е „циничен заместител“ на пълното вдигане на ембаргото. От Лондон до Вашингтон често обвиняват Саддам Хюсейн, че саботира „Петрол срещу храни“, но в месеците след подписването на споразумението между Кофи Анан и Тарик Азис, Багдад има всички основания да иска резолюция за снемане на ембаргото поради изпълнението на всички предходни резолюции на Съвета за сигурност. Благодарение на ниските цени на петрола режимът се нагажда по-добре към санкциите. Иракските занижени цени привличат рояци контрабандисти и удвояват нелегалните приходи на правителството до почти 1 млрд. долара годишно. Според американската сметна палата от 1997 до началото на 2002 г. Ирак е спечелил 4,3 млрд. долара от нелегална продажба на петрол. По нареждане на американския президент Джордж Буш финансовото министерство сформира специален екип, който да проследи схемите за отклоняване на средства от разрешените от ООН сделки за продажба на петрол. За да оправдае това начинание, Вашингтон лансира тезата, че Саддам Хюсейн подкрепя тероризма. Режимът е използвал далеч по-фини методи за отклоняване на средства от контрабандата на петрол. Иракските власти винаги са успявали да договарят такива цени за барел, които да са с около 50 цента по-ниски от световните. Половината от нелегалната печалба е отивала в сметки в йордански или сирийски банки, а другата половина оставала като премия за купувача и като гаранция, че ще мълчи. Такива компании обикновено са съществували колкото за една сделка. За следващия контракт те са се появявали с друга регистрация в някоя офшорна зона. Така на практика не е било възможно да се проследи кой е купувал иракски петрол и незаконно е финансирал режима. По данни на Пентагона през 1999 г. нелегалният износ е бил около 100 хил. барела дневно (15 900 тона) или 2 пъти повече в сравнение с предходната година. През февруари 1999 г. се стига до сериозно дипломатическо напрежение между Москва и Вашингтон, след като патрул задържа танкера „Волгонефт-147“ с 5 хиляди тона суровина и го кара да я разтовари. Ако танкерите успеят да стигнат до иранския бряг, там документите им се подправят и петролът отново тръгва на път, но вече деклариран като ирански, а за доказването на реалния му произход е необходим химически анализ. Схемите за отклоняване на част от приходите от петрола действат още от времето на национализацията, когато в ролята на вицепрезидент Саддам Хюсейн ръководи процеса на одържавяване на нефтената индустрия, и още тогава въвежда 5-процентов фонд за „непредвидени разходи на партия БААС“

## Хронология на събитията
| 2 август 1990                | 100 хиляди иракски войници и 300 танка прекосяват границата с Кувейт, чиято армия е 16 хил. души. Съветът за сигурност на ООН приема Резолюция 660, изискваща безусловно изтегляне на иракската армия от Кувейт. |
| 6 август 1990                | Съветът за сигурност на ООН приема Резолюция 661, която налага тотално икономическо ембарго над Ирак след нахлуването му в Кувейт. Създадена е комисия, която да следи изпълнението на резолюцията. Също се призовава и за възстановяване на независимостта на емирството. |
| 7 август 1990                | Саудитският крал Фахд иска военна защита срещу евентуално нападение от страна на Ирак и САЩ взема решение за началото на операция „Пустинен щит“. |
| 8 август 1990                | Ирак официално анексира Кувейт. |
| 9 август 1990                | ООН приема Резолюция 662, осъждаща анексията като „нищожна“. |
| 10 август 1990               | Лигата на арабските държави взима решение срещу Ирак в полза на Кувейт – да бъдат изпратени войски в подкрепа на кувейтската армия. Операция „Пустинен щит“ преминава в „Пустинна буря“. Измежду 27-те държави, присъстващи на срещата на Лигата в Кайро, само 12 (петролните държави на Арабския полуостров), Сомалия и Джибути подписват резолюция, подкрепяща икономическото ембарго над Ирак. |
| 12 август 1990               | Ирак предлага инициатива относно Палестинския проблем – Ирак е готов незабавно да се изтегли от Кувейт, ако Израел опразни окупираните арабски земи, и ще изпълнява резолюциите на ООН, ако Израел ги спазва. САЩ и съюзниците му отхвърлят предложението. |
| 18 октомври 1990             | ООН обявява, че ще легитимира военна операция за освобождаване на Кувейт, ако санкциите не постигнат ефект. |
| 8 ноември 1990               | Американският президент Джордж Буш заповядва нови 200 хил. войници да се присъединят към 243-хилядната армия, която се е струпала край бреговете и границите на Ирак. |
| 29 ноември 1990              | ООН гласува да се използва военна сила срещу Ирак, ако до 15 януари 1991 г. страната не изпълни всички досегашни резолюции на Съвета за сигурност. |
| 9 януари 1991                | Провал на преговорите в Женева между държавния секретар на САЩ Джеймс Бейкър и иракския външен министър Тарик Азис. |
| 15 януари 1991               | Джордж Буш дава разрешение за военна операция срещу Ирак, след като изтича крайният срок, поставен от ООН за изпълнение на резолюциите. |
| 17 януари – 28 февруари 1991 | Военни атаки на САЩ срещу Ирак. |
| 18 януари 1991               | Иракските военновъздушни сили изстрелват ракети „Скъд“ срещу Тел Авив и Хайфа в Израел. |
| 24 февруари 1991             | Съюзниците започват сухоземна операция за освобождаването на Кувейт. |
| 27 февруари 1991             | Край на операция „Пустинна буря“. Американският президент Джордж Буш обявява, че Кувейт е освободен и иракската армия е претърпяла поражение. |
|                              | Приета е Резолюция 665 за въздушно ембарго и морска блокада на Ирак. |
|                              | Приета е Резолюция 670, която гласи, че всеки морски съд с иракска регистрация, който влезе в нечие пристанище, може да бъде задържан. |
| 3 април 1991                 | Съветът за сигурност на ООН гласува Резолюция 687, която задължава Ирак да разкрие напълно под международен контрол унищожението на всички оръжия за масово унищожаване, както и балистичните ракети с обсег над 150 km. Също са описани и условията на примирието. По-късно Багдад приема резолюцията. |
| 8 август 1991                | Установява се зона, забранена за полети на иракската авиация – на север от 36-ия паралел и на юг от 32-рия паралел. През 1996 г. южната зона се разширява до 33-тия паралел. |
| 15 август 1991               | Съветът за сигурност на ООН приема Резолюция 706, която дава възможност на Ирак да продава петрол и да използва приходите за закупуване на хранителни продукти и медикаменти. Иракското правителство не приема резолюцията. |
| 10 ноември 1994              | Ирак признава суверенитета и границите на Кувейт. |
| 14 април 1995                | Съветът за сигурност на ООН приема Резолюция 986, чрез която е дадено началото на програмата „Петрол срещу храни“. Разрешена е продажбата на суровина за 2 млрд. долара на полугодие под контрола на ООН. Средствата от продажбата се разпределят по следната схема: 13 на 100 за репарациите на Кувейт, 4 на 100 за персонала на ООН, 66 на 100 за хранителни продукти и медикаменти, 13 на 100 за Кюрдската автономия. |
| 20 май 1996                  | В резултат на обширни преговори е подписан Меморандум за разбирателство между иракското правителство и Секретариата на ООН по отношение на прилагането на Резолюция 986. |
| 8 юни 1997                   | Официално започва втората фаза в програмата, но въпреки това иракското правителство иска нов план за разпределение на добива на петрол. |
| 4 април 1997                 | Генералният секретар на ООН одобрява новия план за разпределение на втората фаза на програмата „Петрол срещу храни“. |
| 12 септември 1997            | Съветът за сигурност към ООН приема Резолюция 1129, която дава на Ирак допълнителен тридневен срок за продажбата на петрол, за да достигне сумата от 1 млн. долара, определена за първата половина на втория етап. |
| 4 декември 1997              | Съветът за сигурност на ООН приема Резолюция 1143, с която удължава програмата с 6 месеца, като се запазва таванът на продажбите на петрол – 2 млрд. долара. В резолюцията също се изисква от главния секретар на ООН да изготви доклад за хуманитарните нужди на иракския народ и относно готовността да се разреши закупуването на допълнителни ресурси. |
| 5 декември 1997              | Официално започва третата фаза от програмата. |
| февруари 1998                | Съветът за сигурност на ООН приема Резолюция 1153, чрез която се споразумява за увеличаване на добива на петрол по програмата „Петрол срещу храни“ от 2 на 5,25 млрд. долара за 6-месечен период. Иракската индустрия няма възможност да черпи толкова много петрол. Освен това ниските цени на нефта по това време обезсмислят тези продажби. Ето защо Багдад и ООН се споразумяват увеличението да бъде 4 млрд. долара. През юни Съветът за сигурност дава одобрението си в рамките на „Петрол срещу храни“ да се купуват и резервни части за петролодобивната промишленост. Всяка сделка трябва да бъде одобрена от Комитета по санкциите. |
| 20 – 23 февруари 1998        | Генералният секретар на ООН Кофи Анан посещава Багдад, в опит да успокои нарастващата политическа криза в иракското правителство, вследствие на проверките за оръжия за масово унищожаване. |
| 15 април 1998                | Генералният секретар на ООН предава доклад на експертната комисия, който се отнася до лошото състояние на иракската петролна индустрия. Препоръчва се предоставянето на петрол и резервни части на Ирак, за да успее да повиши капацитетите си за износ на петрол, за да бъде в съответствие с резолюциите на Съвета за сигурност. |
| декември 1999                | Приета е Резолюция 1284, с която таванът на износа на петрол от Ирак става 8,9 млрд. долара. Санкциите трябва да бъдат фокусирани върху режима и да облекчават вноса на храни и медикаменти за населението. |
| май 2002                     | Приета е Резолюция 1409, която още повече облекчава вноса на храни, но отново остава в сила режимът на санкциите. Съветът за сигурност на ООН гласува за подмяна на режима на търговски санкции с т.нар. „интелигентни санкции“. |
| август 2002                  | САЩ продължава с още една година икономическото и търговско ембарго над Ирак. |